# Lijst van burgemeesters van Dreischor
Dit is een lijst van burgemeesters van de voormalige Nederlandse gemeente Dreischor tot die gemeente in 1961 opging in de fusiegemeente Brouwershaven.
| Ambtsperiode | Naam burgemeester                | Partij of stroming | Bijzonderheden                                                                                        |
| ------------ | -------------------------------- | ------------------ | --- |
| ?            | ?                                |                    | |
| 1827 - 1871  | Jacob Moolenburgh                |                    | |
| 1871 - 1902  | P. Goemans Jz.                   |                    | |
| 1902 - 1908  | jhr. Jan Carel Ferdinand Hoeufft |                    | later burgemeester van Vianen                                                                         |
| 1908 - 1938  | Evert Hendrik Pieter van Nahuys  |                    | tevens burgemeester van Noordgouwe (1912-1938)                                                        |
| 1939 - 1947  | Leendert Jan Mol                 |                    | In 1945 was Willem Baas (burgemeester van Kerkwerve) enige tijd waarnemend burgemeester van Drieschor |
| 1948 - 1961  | A.H. Vermeulen                   | PvdA               | eerder waarnemend burgemeester van Duivendijke, later burgemeester van Brouwershaven                  |